# خالد النمش
خالد النمش، من مواليد 23 أكتوبر 1984 في الكويت، لاعب كرة قدم كويتي.
بدأ مسيرته الكروية مع نادي القادسية الكويتي، وفي موسم 2007/2008 أعير إلى نادي السالمية ، وفي موسم 2008/2009 أعير إلى نادي التضامن الكويتي لمدة موسم واحد 
وهو أخ اللاعبين علي النمش ومبارك النمش.